# دایدالوس (مجله)
دایدالوس (به انگلیسی: Daedalus (journal)) مجله‌ای آکادمیک است که در سال ۱۹۵۵تاسیس شد و در ۱۹۵۸ با نام مجله فرهنگستان هنر و علوم آمریکا به صورت فصلی آغاز به انتشار کرد.
این مجله توسط انتشارات مؤسسه فناوری ماساچوست و از سوی فرهنگستان هنر و علوم آمریکا منتشر می‌شود. هر شماره به موضوعی با جهت‌گیری مشخص در زمینه‌های هنر، دانش، علوم انسانی می‌پردازد. این مجله دارای بخش‌های ویژه داستان‌های تخیلی و شعر است. چاپ مطالب در این نشریه تنها با دعوت ناشر از نویسندگان انجام می‌پذیرد. نشریه دایدالوس در اسکوپوس و نمایه استنادی علوم اجتماعی که از جمله نمایه‌های استنادی معتبر و شناخته‌شده هستند فهرست می‌شوند.